# Jusuf asz-Szahid
Jusuf asz-Szahid (arab. يوسف الشاهد, fr. Youssef Chahed, ur. 18 września 1975 w Tunisie) – tunezyjski polityk, od 27 sierpnia 2016  do 27 lutego 2020 premier Tunezji.

## Życiorys
Urodził się w 1975 roku, do 2019 roku był członkiem partii Wezwanie Tunezji.
27 sierpnia 2016 został powołany przez prezydenta Al-Badżiego Ka’ida as-Sibsiego na stanowisko szefa rządu, zastępując Al-Habiba as-Sida.